# Japan Post Service

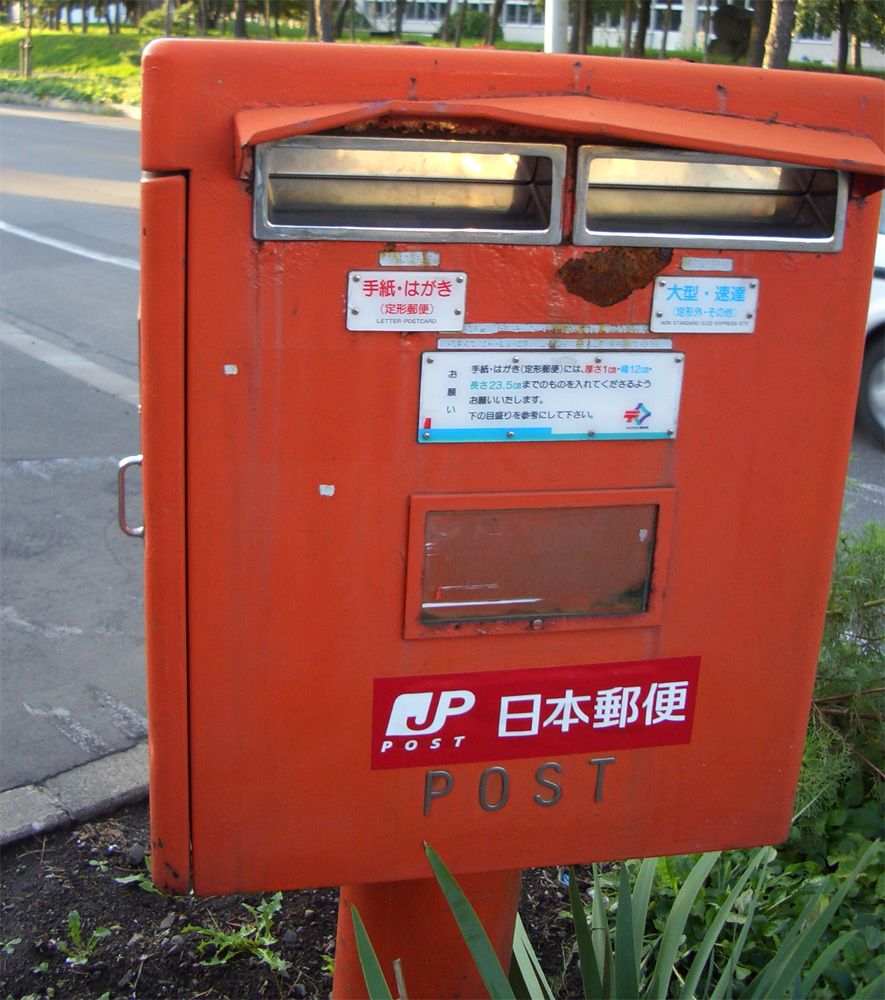
Japan Post Briefkasten

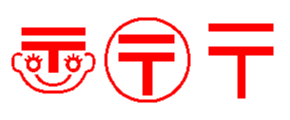
Symbol 〒, welches in Japan zur Kennzeichnung der Post verwendet wird.

Japanische Postflagge

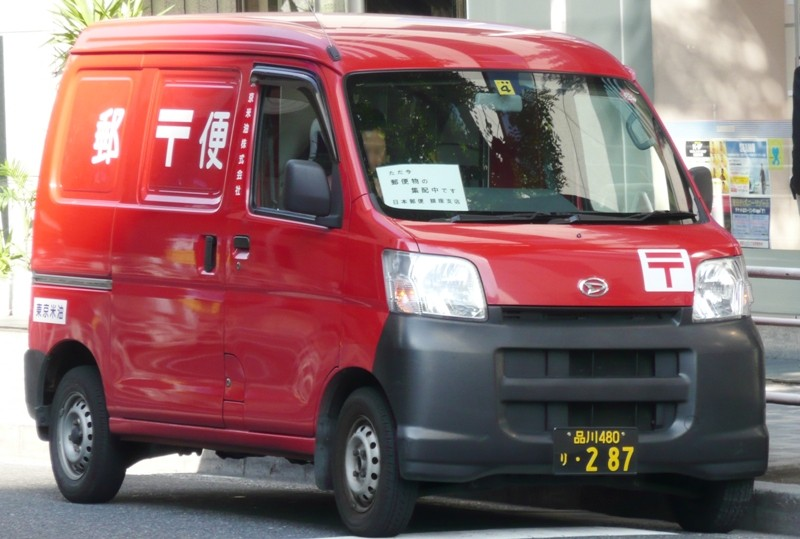
Japan Post Auto (Daihatsu Hijet)

Japan Post Co., Ltd. (engl.; jap. 日本郵便株式会社, Nippon Yū-bin Kabushiki kaisha), kurz: Nippon Yūbin (日本郵便), ist ein japanisches Post-, Logistik- und Kurierunternehmen mit Sitz in Chiyoda, Tokio und eine hundertprozentige Tochter der JP Group. Es besitzt in Japan eine Monopolstellung in der Postbranche.

## Geschichte
Japan Post Service und Japan Post Network wurden am 1. Oktober 2007 im Zusammenhang mit der Vorbereitung der Umwandlung der öffentlichen Post in ein privatrechtliches Unternehmen gegründet. Sie waren beide eine hundertprozentige Tochter der JP Group.
Am 1. Oktober 2012 schlossen sich der Betreiber der Postzustellungsdienste die Japan Post Service (郵便事業株式会社, Yūbin Jigyō K.K.) und der Betreiber der Postfilialen die Japan Post Network (郵便局株式会社, Yūbin Kyoku K.K.) zur Japan Post Co., Ltd. (日本郵便株式会社, Nippon Yū-bin K.K.) zusammen.